# Моноэнергизм
Моноэнерги́зм (др.-греч. μονοενεργητισμός от др.-греч. μόνος — «только один, единственный» + ἐν-έργεια — «действие, деяние, энергия») — христианское учение VII века, созданное в конце 610-х годов патриархом константинопольским Сергием I (610—638) и его единомышленниками, как возможная основа для примирения православных и монофизитов в Византийской империи. Моноэнергизм представлял собой один из этапов большого христологического спора, длившегося в Византийской империи с V века; был осуждён как ересь.
После успешного окончания войны с Персией в правление императора Ираклия I встал вопрос о примирении с церквами живущих там христиан (Церковью Востока и Армянской апостольской церковью, включая Алуанкский католикосат), по разным и противоположным друг другу причинам не принявших постановлений Халкидонского собора. Сергий предложил компромиссную формулу, которая должна была, по его мнению, получить поддержку проживающих в Иране как диофизитов, так и монофизитов.
Доктрина моноэнергизма соединяла диофизитскую формулу «две природы Слова воплощённого» с промонофизитской формулой «одно лицо и одна энергия (одно действие)». Единство действий Христа как Богочеловека отодвигало на задний план вопрос о наличии во Христе двух природ — Божественной и человеческой.
Первоначально Сергий достиг определённых успехов: получил поддержку императора. Казалось также, что соглашение будет возможно не только в Иране, но и в самой империи: в Египте, Сирии и самой большой, византийской части Армении. Моноэнергисткую доктрину поддержал патриарх Александрии Кир, возведённый в этот сан в 631 году. Уния, однако, была навязана силой и быстро вызвала оппозицию среди духовенства Сирии и Египта. Во главе её стал монах Софроний, с 634 года — патриарх Иерусалимский. Папа Гонорий не поддержал новую доктрину. В результате, Сергий, опасаясь раскола, решил от неё отказаться. Вместо моноэнергизма он с подачи Гонория предложил новую доктрину — монофелитство, постулировавшую существование одной воли во Христе. Новую доктрину Сергий изложил в эдикте, обнародованном императором в 638 году. Эта доктрина получила мощную поддержку исповедовавших подобную христологию и ранее маронитов.
Шестой Вселенский Собор в 680—681 году принял догмат о том, что во Христе два естественных действия — Божеское и человеческое, оба действия во Христе соединены между собой неразлучно, неизменно, нераздельно, неслиянно; Собор осудил и отверг учение моноэнергизма как ересь.